# Susie Essman
Susan "Susie" Essman, född 31 maj 1955 i Bronx i New York, är en amerikansk röstskådespelare och skådespelare.